# Philodendron adhatodifolium
Philodendron adhatodifolium är en kallaväxtart som beskrevs av Heinrich Wilhelm Schott. Philodendron adhatodifolium ingår i släktet Philodendron och familjen kallaväxter.
Artens utbredningsområde är Venezuela. Inga underarter finns listade.